# Local enterprise company
Une local enterprise company (LEC) est un organisme du secteur public écossais responsable du développement économique. 

## Fonctionnement
Les LEC ont été créées en 1990. Elles forment, avec Highlands and Islands Enterprise, un des deux réseaux d'entreprise écossais. Elles opèrent dans le cadre d'une politique régionale définie par l’agence de développement Scottish Enterprise (en) qui prend en compte les particularités de l'Écosse, notamment l'économie rurale, les politiques de développement régional et les facteurs socio-économiques, techniques et politiques plus larges. Les LEC ont pour objectif l’amélioration du fonctionnement des marchés. Elles agissent en tant qu'organismes de support en partenariat avec d’autres intervenants.

## Sources
- (en) Cet article est partiellement ou en totalité issu de l’article de Wikipédia en anglais intitulé « Local enterprise company » (voir la liste des auteurs).